# Vlkolínec

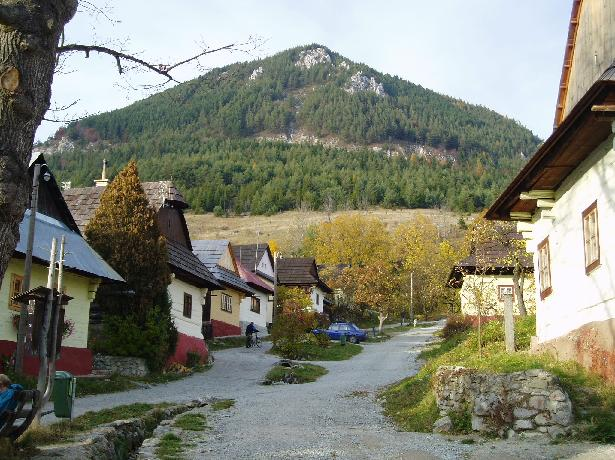
Vlkolínec, v pozadí Sidorovo

Vlkolínec je izolovaná původní podhorská vesnice na severovýchodním výběžku Velké Fatry, v bočním údolí Revúcké doliny. Leží na jižním úpatí vrchu Sidorovo. Správně náleží, jako jedna z městských částí, k slovenskému městu Ružomberok (Žilinský kraji).

## Poloha
Obec se rozprostírá na jižním svahu jednoho z výběžků liptovské části hlavního hřebene Velké Fatry v nadmořské výšce 718 metrů. Kromě Sidorova obec obklopují z východní strany kopce, od západu vyvýšeniny Laz a Diel a od jihu Horný diel. Přístupná je po odbočení z hlavní silnice spojující Ružomberok a Banskou Bystrici, po silnici, která vede Trlenskou dolinou a je v zimě, zejména s ohledem na značné převýšení, těžce zvládnutelná.
Vlkolínec představuje na Slovensku nejzachovalejší a nejkompletnější celek původních lidových staveb. Pro tuto jedinečnost byl v roce 1977 vyhlášen památkovou rezervací lidové architektury a v roce 1993 zapsán na Seznam světového kulturního dědictví UNESCO.

## Dějiny osady
První písemná zmínka o obci pochází z roku 1376. Podle dostupných záznamů se vznik Vlkolínce, původně osady dřevorubců a uhlířů, předpokládá mezi druhou polovinou 14. a první polovinou 15. století. Jako osada patřící do katastru města Ružomberok byl součástí hradního panství Likavského hradu. Tento stav přetrval až do poloviny 20. století.
V městské samosprávě zastupovali osadu dva volení zástupci zvaní starší, později boženíci a senátoři.
Po druhé světové válce se v padesátých letech plánovalo přesídlení místních obyvatel do Ružomberku. Důvodem byly požadavky obyvatel na zajištění odpovídajících podmínek pro život, srovnatelných s ostatními místními částmi města. Tento projekt se však neuskutečnil, a tak dodnes mohou návštěvníci Vlkolínce obdivovat životem pulzující venkovský organismus uprostřed zachovalé tradiční srubové architektury.
Obyvatelé se živili převážně zemědělstvím - chovem dobytka a ovcí.

## Architektura Vlkolínce
Vlkolínec je typickou horskou osadou. Středem obce protéká potok pramenící pod svahy Sidorova. Vlkolínec je typem svažité obce se soustředěnou uliční zástavbou s dlouhými dvory. Svou jedinečnost si zachoval díky izolovanosti od okolí, díky čemuž ho obešel prudký stavební rozmach v 19. a 20. století. Až do poloviny 20. století vedly do osady pouze polní cesty a nebyla tam zavedena elektřina.
Stěny dřevěných domů, kvůli vyrovnání strmého svahu postavených na vysokých kamenných podezdívkách, jsou srubové z částečně nebo zcela otesaných trámů. Spáry mezi trámy vyplňují dřevěné hranoly trojúhelníkového průřezu a hlína. Barevně převažují domy natřené bílou barvou.
Charakteristickým prvkem zdejších domů je šindelová sedlová střecha s lomeným krovem. Prkenné štíty domu mají malé otvory (dymníky) sloužící pro odvod kouře.
Domy jsou dvou- nebo tříprostorové. Centrální část domu tvoří vstupní "síňka" s kuchyní v jeho zadní části. Odtud se vstupuje do pokoje v jedné části a do komory v druhé části domu. Hospodářské stavby (stodoly, stáje a chlévy) stojí na pozemku buď samostatně nebo jsou přistavěny k domu.
Vlkolínec byl v rámci karpatského regionu vyhodnocen jako nejlépe zachovalý reprezentant svého druhu, který dotváří okolní scenérie Velké Fatry.
V obci Vlkolínec se nachází celkem 55 roubených dřevěnic, z nichž je trvale osídleno 18.
Mezi nejvzácnější stavby patří roubená dvoupodlažní zvonice z roku 1770, roubená rumpálová studna z roku 1860, barokně klasicistní kostel Navštívení panny Marie přestavěný v roce 1865. Na hřbitově jsou zachovány zajímavé kamenné a litinové kříže. V domech č. 16 a 17 zřídilo Liptovské muzeum expozici kultury bydlení s předměty používanými v domácnostech i zemědělství.